# Elysius barnesi
Elysius barnesi là một loài bướm đêm thuộc phân họ Arctiinae, họ Erebidae.